# 奧澤爾內 (切爾尼戈夫州)
50°49′20″N 30°59′11″E / 50.82222°N 30.98639°E
奧澤爾內（羅馬化：Ozerne）是位於烏克蘭北部的村莊，由切爾尼希夫州切爾尼希夫區的科澤萊茨市鎮負責管轄。該村始建於900年，面積2.85平方公里，海拔高度115米，2001年人口351，人口密度每平方公里123.2人。